# Zaricicea, Ovruci
Zaricicea (în ucraineană Заріччя) este localitatea de reședință a comunei Zaricicea din raionul Ovruci, regiunea Jîtomîr, Ucraina.

## Demografie
Componența lingvistică a localității Zaricicea
     Ucraineană (97,87%)
     Rusă (1,86%)
     Alte limbi (0,28%)
Conform recensământului din 2001, majoritatea populației localității Zaricicea era vorbitoare de ucraineană (97,87%), existând în minoritate și vorbitori de rusă (1,86%).